# Гатрі (Техас)
Гатрі (англ. Guthrie) — переписна місцевість (CDP) в США, в окрузі Кінг штату Техас. Населення — 151 особа (2020).

## Географія
Гатрі розташоване за координатами 33°37′20″ пн. ш. 100°19′40″ зх. д. / 33.62222° пн. ш. 100.32778° зх. д. (33.622169, -100.327838).  За даними Бюро перепису населення США в 2010 році переписна місцевість мала площу 4,61 км², з яких 4,61 км² — суходіл та 0,00 км² — водойми.

### Клімат
| Клімат : Гатрі           | Клімат : Гатрі | Клімат : Гатрі | Клімат : Гатрі | Клімат : Гатрі | Клімат : Гатрі | Клімат : Гатрі | Клімат : Гатрі | Клімат : Гатрі | Клімат : Гатрі | Клімат : Гатрі | Клімат : Гатрі | Клімат : Гатрі | Клімат : Гатрі |
| Показник                 | Січ.           | Лют.           | Бер.           | Квіт.          | Трав.          | Черв.          | Лип.           | Серп.          | Вер.           | Жовт.          | Лист.          | Груд.          | Рік            |
| Абсолютний максимум, °C  | 30,0           | 33,9           | 39,4           | 42,8           | 45,0           | 48,3           | 43,9           | 45,6           | 42,8           | 41,7           | 33,3           | 31,7           | 48,3           |
| Середній максимум, °C    | 12,8           | 15,0           | 19,4           | 25,0           | 29,4           | 33,3           | 35,6           | 35,6           | 31,1           | 25,0           | 18,9           | 13,3           | 24,6           |
| Середня температура, °C  | 5,0            | 7,2            | 11,4           | 16,4           | 21,7           | 26,1           | 28,3           | 28,1           | 23,3           | 17,2           | 10,8           | 5,6            | 16,8           |
| Середній мінімум, °C     | −2,8           | −0,6           | 3,3            | 7,8            | 13,9           | 18,9           | 21,1           | 20,6           | 15,6           | 9,4            | 2,8            | −2,2           | 9,0            |
| Абсолютний мінімум, °C   | −17,8          | −20            | −13,3          | −7,2           | 1,1            | 7,8            | 13,3           | 11,1           | 1,1            | −8,9           | −12,2          | −23,3          | −23,3          |
| Норма опадів, мм         | 26             | 37             | 39             | 52             | 87             | 93             | 58             | 68             | 66             | 64             | 33             | 27             | 650            |
| ------------------------ | -------------- | -------------- | -------------- | -------------- | -------------- | -------------- | -------------- | -------------- | -------------- | -------------- | -------------- | -------------- | -------------- |
| Джерело: Weather Channel |                |                |                |                |                |                |                |                |                |                |                |                |                |

## Демографія
Згідно з переписом 2010 року, у переписній місцевості мешкало 160 осіб у 61 домогосподарстві у складі 48 родин. Густота населення становила 35 осіб/км².  Було 78 помешкань (17/км²).
Расовий склад населення:
| - 98,8 % — білих - 0,6 % — корінних американців |

До двох чи більше рас належало 0,0 %. Частка іспаномовних становила 8,8 % від усіх жителів.
За віковим діапазоном населення розподілялося таким чином: 25,6 % — особи молодші 18 років, 62,5 % — особи у віці 18—64 років, 11,9 % — особи у віці 65 років та старші. Медіана віку мешканця становила 41,0 року. На 100 осіб жіночої статі у переписній місцевості припадало 88,2 чоловіків;  на 100 жінок у віці від 18 років та старших — 98,3 чоловіків також старших 18 років.
Середній дохід на одне домашнє господарство  становив 69 934 долари США (медіана — 56 250), а середній дохід на одну сім'ю — 77 276 доларів (медіана — 81 667). За межею бідності перебувало 7,5 % осіб, у тому числі 0,0 % дітей у віці до 18 років та 45,8 % осіб у віці 65 років та старших.
Цивільне працевлаштоване населення становило 99 осіб. Основні галузі зайнятості: сільське господарство, лісництво, риболовля — 45,5 %, освіта, охорона здоров'я та соціальна допомога — 17,2 %, науковці, спеціалісти, менеджери — 11,1 %, будівництво — 10,1 %.